# Font d'Amont (Rivert)
La Font d'Amont és una font del poble de Rivert, pertanyent al terme municipal de Conca de Dalt, al Pallars Jussà. Antigament pertanyia al terme de Toralla i Serradell.
Està situada a 905 metres d'altitud, a prop i al sud-oest de Rivert, sota les Balçs, a la dreta del barranc del Balç. L'aigua sorgeix de la Cova de la Font.
Originalment era una font de biot, convertida pels veïns de Rivert en font de raig mitjançant la construcció d'una font d'obra que recull les aigües de la surgència natural de la Cova de la Font.